# 节铎
节铎（？—？），男，甘肃平凉人，生卒年不详，在明武宗正德年间，曾任江西等处承宣布政使司赣南道赣州府信丰县守御千户所守禦指挥佥事。